# Arkadi Gaïdar
Œuvres principales
Timour et sa brigade, Tchouk et Guek; La Tasse bleue

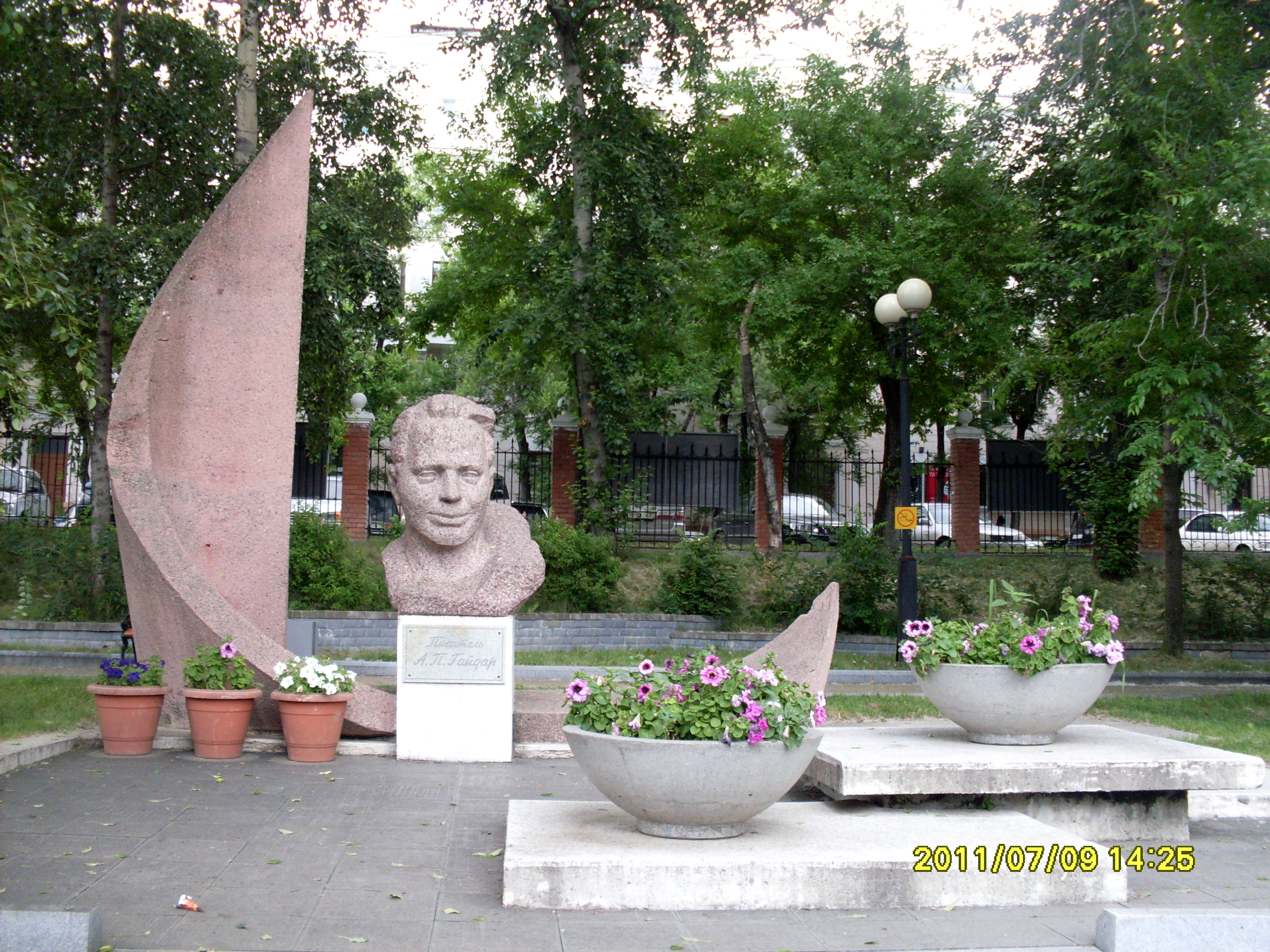
Monument d'Arkadi Gaïdar à Khabarovsk.

Arkadi Gaïdar (en russe : Арка́дий Гайда́р), né Arkadi Petrovitch Golikov (en russe : Арка́дий Петро́вич Го́ликов) le 22 janvier 1904 à Lgov dans l'oblast de Koursk et mort le 26 octobre 1941 près de la localité Leplavo dans l'oblast de Tcherkassy (actuellement en Ukraine), est un écrivain de littérature d'enfance et de jeunesse et scénariste soviétique.
En URSS, plusieurs rues et écoles portent le nom de Gaïdar, ses livres font partie des œuvres obligatoires inscrites au programme scolaire et trois de ceux-ci sont repris dans la liste des 100 livres pour les élèves en fédération de Russie,. Le plus connu est Timour et sa brigade, qui est également porté à l'écran à deux reprises. L'écrivain est le père de l’amiral de la flotte de l'Union soviétique, Timour Arkadievitch Gaïdar (1926-1999) et le grand-père de l'homme politique Iegor Gaïdar.

## Biographie
Arkadi est le fils de l'instituteur Piotr Issidorovitch Golikov (1879-1927) et de son épouse Natalia Arkadievna Salkova (1884-1924), tous deux partisans de la Révolution russe de 1905. Les jeunes années du futur écrivain se passent à Arzamas où la famille s'installe en 1912. Son père est appelé dans l'armée au début de la Première Guerre mondiale et Arkadi tente aussi de s'y engager, mais on le juge trop jeune et renvoie à la maison. Il devient membre du parti communiste en 1918, alors qu'il n'a que quatorze ans, et au mois de décembre 1918 est engagé dans l'Armée rouge et orienté vers le centre de formation des sous-officiers à Moscou. À la fin de 1919, il prend les fonctions de commandant adjoint d'un peloton militaire. En octobre 1920, il est de nouveau envoyé à Moscou, à l'école des officiers et en mars 1921 devient commandant du 23e régiment d'infanterie de la 2e brigade de réserve. Il combat les troupes d'Alexandre Antonov dans le Gouvernement de Tambov, puis, sur la décision du commandant des forces armées de l'arrondissement de Tambov Mikhaïl Toukhatchevski sera nommé commandant du 58e régiment spécial affecté à la répression du banditisme.
Du février à novembre 1922, il dirige l'unité d'intervention spéciale combattant les bandes armées khakasses menées par le cosaque Ivan Solovyov qui sévissent dans les régions d'Atchinsk et de Minoussinsk.
Le 3 juin 1922, un dossier (no 274) est ouvert contre lui par la Guépéou pour abus de pouvoir, à la suite de l'exécution de civils. Après l'enquête, le 18 août 1922, Gaïdar est déclaré coupable et démis de ses fonctions, avec interdiction d'occuper les posts à responsabilité pendant deux ans. Il sera finalement démobilisé de l'armée, diagnostiqué avec trouble de stress post-traumatique.
De 1938 à 1941, il habite la ville de Kline dans l'oblast de Moscou, rue Bolchevistskaïa. Là il écrit ses œuvres les plus connues comme Timour et sa brigade, Commandant de la forteresse de neige, Une fumée dans la forêt.
Lors de la Seconde Guerre mondiale, Gaïdar est correspondant de Komsomolskaïa Pravda intégré dans une des forces en présence dans les zones de combat du Front sud-ouest. Échappant à l'encerclement entre Ouman et Kiev il rejoint le groupe de partisans mené par un certain Gorelov. Il est tué lors d'une mission de ravitaillement, lorsqu'avec le groupe de cinq de ses camarades il approche la maison de contrôleur de rails sur le tronçon Kaniev-Zolotonocha. Il est atteint par une rafale de mitrailleuse allemande qui selon les témoignages ultérieurs des habitants du village s'était postée à cet endroit la veille au soir. Les quatre autres hommes réussissent à s'enfuir.
L'écrivain est décoré de l'ordre de la Guerre patriotique et de l'ordre de l'Insigne d'Honneur à titre posthume. Il est inhumé au cimetière de Kaniev.

## Écrivain
Sa première nouvelle intitulée Par les jours de défaites et victoires prend forme en 1923-1924, alors que Golikov se trouve dans le Kraï de Krasnoïarsk. Sur la première page du manuscrit, on aperçoit une étoile à cinq branches avec les rayons, le symbole que l'écrivain opposera sur toutes ses œuvres et même sur les lettres à ses proches. La nouvelle est autobiographique, le héros principal Sergeï Gorinov tout comme son prototype est un jeune combattant de l'Armée rouge. D'abord paru dans l'almanach Kovch, la nouvelle sera publiée par les éditions Zemlia i Fabrika («Земля и фабрика») en 1926. Le romancier Konstantin Fedine, bien que jugeant le style comme scolaire, encouragera le jeune écrivain à poursuivre percevant chez lui un potentiel littéraire indéniable. De son avis se rangent Mikhaïl Slonimski (ru) et Sergeĭ Semenov, tandis que le critique Boris Anibal (ru) en déplore de nombreux clichés et le manque de substance chez les personnages.
Il écrit Timour et sa brigade en 1938. La nouvelle est publiée pour la première fois par le Pionerskaïa Pravda le 5 septembre 1940.
Parmi les critiques contemporains, Dmitri Bykov considère Gaidar comme un héritier direct d'Alexandre Grine - avec la même passion pour les voyages et découvertes, avec la même précision et authenticité psychologique étonnantes. Pourtant, selon Grine la violence ne pouvait pas être surmontée par des moyens violents, c'est pour cette raison il n'a pas adopté le bolchevisme, tandis que Gaïdar continuait sur le chemin de la force révolutionnaire romantique, avec sa manière de penser que Boris Strougatski a qualifié d'un militarisme soviétique joyeux et infantile.

## Œuvres
- 1925 : Par les jours des défaites et victoires («В дни поражений и побед»), nouvelle encore signée Arkadi Golikov est publiée pour la première fois dans l'almanach Kovch («Ковш»).
- 1926 : Une vie qui ne vaut rien («Жизнь ни во что») (Лбовщина)
- 1927 : Les Frères de la forêt («Лесные братья») (Давыдовщина)
- 1930 : L'École («Школа»), nouvelle initialement publiée dans la revue Oktyabr sous le titre Une biographie ordinaire («Обыкновенная биография») en 1929, puis parait avec un nouveau titre chez OGIZ (ОГИЗ)
- 1931 : Le quatrième bunker («Четвёртый блиндаж»), récit
- 1932 : Pays lointains («Дальние страны»)
- 1933 : Qu'il brille («Пусть светит»), récit publié dans le numéro 17 du journal Pionier (ru), en octobre 1933. C'est la première publication de Gaïdar dans ce périodique.
- 1933 : Le Conte sur le Secret de Guerre, le petit Kibaltchich et sa promesse («Сказка о Военной тайне, о Мальчише-Кибальчише и его твёрдом слове»)
- 1935 : Le Secret de guerre («Военная тайна»)
- 1936 : La Tasse bleue («Голубая чашка»)
- 1936 : Boumbarach («Бумбараш»), la nouvelle abandonnée, après deux chapitres qui seront publiés dans le recueil Vie et œuvre de Gaïdar en 1951 («Жизнь и творчество А. П. Гайдара» — Москва: Детгиз, 1951.)
- 1939 : Le Destin du tambour («Судьба барабанщика»)
- 1939 : Tchouk et Guek (en) Tchouk et Guek («Чук и Гек»)
- 1940 : Timour et sa brigade («Тимур и его команда»), nouvelle publiée pour la première fois par le Pionerskaïa Pravda le 5 septembre 1940
- 1941 : Le Serment de Timour («Клятва Тимура») — scénario
- Les cavaliers des sommets inabordables («Всадники неприступных гор»)
- 1941 : Pierre chaude («Горячий камень») - conte philosophique publié dans le journal Murzilka au mois de septembre-août 1941.
- Le Commandant de la forteresse de neige («Комендант снежной крепости»)
- Une fumée dans la forêt («Дым в лесу»)
- Sur les ruines d'un fief («На графских развалинах»)
- Une biographie ordinaire («Обыкновенная биография»)

## Adaptations
- 1953 : Tchouk et Guek (Чук и Гек), film en noir et blanc d'Ivan Loukinski (ru) (Gorki Film)
- 1965 : Pierre chaude (Горячий камень), dessin animé de Pertch Sarkissian (ru).
- 1973 : Pierre chaude (Горячий камень), court-métrage d'Anatoli Nikitine (Gorki Film)
- 1992 : Pierre chaude (Горячий камень), court-métrage de Sergueï Youdine, réalisé par les studios de l'Institut national de la cinématographie
- 1975 : Boumbarach, comédie musicale télévisée de Nikolaï Racheïev et Abram Naroditski (ru), avec Valery Zolotoukhine dans le rôle principal.
- 1963 : Le Commandant de la forteresse de neige (Комендант снежной крепости), spectacle filmé par N. Petrova.
- 1976 : Le Destin du tambour (ru), film en trois épisodes d'Alexandre Iguichev, réalisé à Studio d'Odessa
- 1940 : Timour et sa brigade (ru), film d'aventures en noir et blanc d'Alexandre Razoumny, réalisé aux studios Soyuzdetfilm
- 1977 : Timour et sa brigade (ru), téléfilm en deux épisodes d'Alexandre Blanc (ru)), réalisé au Studio d'Odessa